# Suphalomitus salvazanus
Suphalomitus salvazanus är en insektsart som beskrevs av Navás 1923. Suphalomitus salvazanus ingår i släktet Suphalomitus och familjen fjärilsländor. Inga underarter finns listade i Catalogue of Life.